# Miss Sara Sampson
Miss Sara Sampson von Gotthold Ephraim Lessing ist das erste bürgerliche Trauerspiel der neueren deutschen Literatur. Es erschien und wurde uraufgeführt im  Jahr 1755 und gehört zur Epoche der Empfindsamkeit.

## Inhalt

### 1. Aufzug: Exposition
Schauplatz des Stückes ist ein Gasthof in England. Als erstes reist der Vater von Miss Sara mit seinem Diener Waitwell an. Er kommt, um Sara zurückzuholen und um sich mit ihr zu versöhnen, denn er hat den Liebhaber seiner Tochter zuvor nicht akzeptiert. Er möchte sie aus Liebe, aber auch aus Selbstliebe wieder zurückholen, um im Alter nicht allein zu sein. Die tugendhafte Miss Sara Sampson ist mit ihrem Geliebten, Mellefont, auf der Flucht nach Frankreich. Dort wollen sie heiraten. Während Sara auf die Heirat drängt, zweifelt Mellefont. Er verzögert die Ausreise unter dem Vorwande, auf das Erbe eines Vetters zu warten. Das Erbe steht ihm zwar nur unter der Bedingung zu, dass er eine Verwandte heiratet, die er allerdings hasst. Da aber diese Abneigung auf Gegenseitigkeit beruht, haben sich die Verwandte und er darauf geeinigt, das Erbe zu teilen. Auch Sara leidet unter der Trennung von ihrem Vater, den sie ebenfalls liebt. Sie bereut auch, dass sie ihn allein lassen wollte. Die ehemalige Buhlin Mellefonts verfasst einen Brief, in welchem sie ihm mitteilt, dass sie sich in der Nähe in einem anderen Gasthofe befindet, wo Mellefont sie aufsucht.

### 2. Aufzug: Der Akt der Marwood
Dem flüchtigen Paar sind sowohl der (empfindsame) Vater der Braut (Sir William Sampson) als auch die ehemalige Geliebte Mellefonts (Marwood) auf der Spur. 
Marwood möchte ihn zurückgewinnen, allerdings nicht aus wahrer Liebe, sondern aus einem verletzten Ehrgefühl heraus. Zuerst versucht sie es mit Vertraulichkeit. Später versucht sie Mellefont durch die Anwesenheit ihrer gemeinsamen Tochter Arabella zu erweichen. Das scheint zu funktionieren, jedenfalls verlässt Mellefont das Zimmer, um sich von Sara loszusagen. 
Doch schon wenig später – zu sich selbst gekommen – kehrt er zurück. Er hat sich entschieden, bei Sara zu bleiben, und möchte seine Tochter mitnehmen. Doch da zeigt Marwood ihr wahres Gesicht: Sie versucht, Mellefont mit einem Dolch zu erstechen, was ihr nicht gelingt. Sie bereut ihr Verhalten. Als letzte List verlangt sie Mellefont die Erlaubnis ab, seiner neuen Geliebten unter falschem Namen gegenübertreten zu dürfen. Mellefont willigt ein. 

### 3. Aufzug: Brief des Vaters an die Tochter, Treffen zwischen Sara und Marwood
Sir William, der von Marwood den Aufenthaltsort des Pärchens weiß, bringt den ersten Wendepunkt in die Handlung. Er verfasst einen Brief an seine Tochter, in dem er den beiden vergibt und sie auffordert, zu ihm zurückzukehren. Als Sara den Brief erhält, zögert sie zunächst, liest ihn aber nach langen Diskussionen mit Sir Williams Diener Waitwell. Sie beginnt einen Antwortbrief zu schreiben, wird dabei aber unterbrochen, denn es kommt zum ersten Aufeinandertreffen von Sara und Marwood. Sara weiß nicht, dass es sich um Marwood handelt, sondern geht davon aus, dass diese Frau Lady Solmes ist (eine Verwandte aus der Familie Mellefonts). Alles scheint, als sei eine positive Lösung der Situation zwischen Sir Sampson und seiner Tochter möglich und diese sich gegenseitig verzeihen. So hätte „Miss Sara Sampson“ auch eine rührende Komödie sein können, das Stück wird aber durch die intrigante Marwood zur Tragödie.

### 4. Aufzug: Das Zögern Mellefonts und die Begegnung der Rivalinnen bei wahrer Identität
Die ersten drei Szenen des vierten Aufzugs zeigen dem Zuschauer, dass Mellefont in Wahrheit der Hochzeit zögerlicher entgegensteht als bisher angenommen. 
Im vierten Auftritt beginnt der Anfang vom Ende: Marwood trifft wieder auf ihre Rivalin Sara, da sie sich verabschieden möchte. Mellefont ist diesem Treffen nicht positiv gegenüber eingestellt. Während eines hochdramatischen Gesprächs, in dem Sara ihre ‚Sittenlehre‘ darlegt, verrät sich Marwood und muss ihre wahre Identität preisgeben. Geschockt flieht Sara und verfällt in eine kurze Ohnmacht.

### 5. Aufzug: Tragisches Ende
Zunächst scheint sich alles in Wohlgefallen aufzulösen. Sara hat zwar Zweifel, als Marwood ihr von Arabella erzählt. Nachdem sie jedoch ihren Geliebten zur Rede gestellt hat, verzeiht sie ihm und bietet sogar an, Arabella als ihr eigenes Kind großzuziehen. Doch im Verlaufe der ersten Szenen des fünften Aufzugs verschlechtert sich der Gesundheitszustand Saras. Die Ursache ihrer körperlichen Schwäche wird anfangs auf die Folgen der Ohnmacht geschoben, aber schon bald muss man feststellen, dass Sara durch Marwood vergiftet worden ist.
Wütend eilt Mellefont um Hilfe. Sir William, der dies beobachtet hat, erkennt in der Reaktion Mellefonts dessen wahre Liebe. Am Sterbebett wird verziehen: Sir William verzeiht den beiden Liebenden. Sara verzeiht Marwood und bittet ihren Vater, sich Mellefonts und dessen Tochter anzunehmen. Der Vater ist selbst von Schuldgefühlen geplagt, so dass er sofort einwilligt und verzeiht.
In Anbetracht des Edelmutes Saras und ihres Vaters schafft es Mellefont nicht, sich an Marwood zu rächen. Er findet jedoch auch nicht die Kraft, sich selbst zu verzeihen und erdolcht sich. Sir William folgt dennoch dem letzten Willen seiner Tochter und nimmt sich Arabellas an.

## Inszenierungen (Auswahl)
- Maxim Gorki Theater Berlin, Premiere am 10. November 2007, Regie Barbara Weber[1]
- Hessisches Staatstheater Wiesbaden, Premiere am 5. Oktober 2012, Regie Ricarda Beilharz[2]
- Volkstheater Rostock, Premiere am 10. Dezember 2022, Regie Damian Popp

## Nachweise
1. ↑  Archivierte Kopie (Memento des Originals vom 23. Oktober 2013 im Internet Archive)  Info: Der Archivlink wurde automatisch eingesetzt und noch nicht geprüft. Bitte prüfe Original- und Archivlink gemäß Anleitung und entferne dann diesen Hinweis.
2. ↑  http://www.pecht.info/texte/2012/20121009.html